# 马斯略伦斯
马斯略伦斯（西班牙語：Maslloréns）是西班牙加泰罗尼亚塔拉戈纳省的一个市镇。总面积7平方公里，总人口429人（2001年），人口密度61人/平方公里。